# Шейвер
Шейвер (Shaver) (крос домашніх курей) (англ. Rhode Island Red) — крос домашніх курей яєчного напрямку продуктивності.

## Продуктивність
Маса півнів і курей від 1,6 до 2 кг.
Яйценоскість – 200-250 яєць на рік. Маса яйця 45-60 грамів. З часом вага яєць стає більшою.
Нестись починають в 4-5 місяців.

## Екстер'єр
Розрізняють три варіації забарвлення шейверів: білий, чорний і рудий.
Гребінь листовидний, червоний, сережки також червоні. У півнів гребінь завжди прямостоячий, у курей може падати набік.
Дзьоб жовтий, міцний.
Ноги білуваті, з синім відтінком.
В перші дні життя курчат можна розрізнити за статтю. У корочок на спині є дві темні смужки.

## Особливості кросу
Селекція кросу ґрунтувалась на досягенні високих показників яйценоскості, а також стійкості до хвороб та складних погодних умов. Якщо температура не падає нижче 5-7 градусів, це навіть не впливає на яйценоскість.
Плануючи умови утримання слід враховувати що порода легка і гарно літає.
Зберігають інстинкт насиджування.